# Jezioro Nowoworowskie
Jezioro Nowoworowskie (niem. Neu Wuhrower See), także Nowoworowskie Jezioro lub Jezioro Bielińskie – jezioro na Pojezierzu Drawskim, leżące nad wsią Nowe Worowo (od niej także pochodzi nazwa zbiornika) w gminie Złocieniec (województwo zachodniopomorskie). Ma powierzchnię 3,5 hektara. Przez jezioro przepływa bezimienny ciek.
Nad jeziorem znajduje się przedwojenna posiadłość „Worowy Dworek”, która obecnie działa jako agroturystyka.